# Michaił Abakumow
Michaił Abakumow (ros.) Михаил Георгиевич Абакумов (ur. 25 lutego 1948, zm. 19 lipca 2010) – rosyjski malarz. 
Absolwent WGIK, Wszechrosyjskiego Państwowego Uniwersytetu Kinematografii im. S.A. Gierasimowa w 1976. W latach 1977–1983 był członkiem Pracowni Artystycznej Akademii Sztuk Pięknych ZSRR pod kierownictwem A.P. i S.P. Tarczowych. Autor historycznych i rodzajowych obrazów, pejzaży, portretów – obrazy Metalurdzy (1974), Stara fabryka (1974), Wieś Sarnino (1978), Wiosenny poranek (1996) i inne prace .